# Clarisse Doris Hellman
Clarisse Doris Hellman Pepper (Nova Iorque, 28 de agosto de 1910 – Nova Iorque, 28 de março de 1973) foi uma historiadora da ciência estadunidense, "uma das primeiras pessoas historiadoras da ciência profissionais dos Estados Unidos". Especialista em astronomia dos séculos XVI e XVII, escreveu um livro sobre o Grande Cometa de 1577, e traduziu outro livro, uma biografia de Johannes Kepler. Foi professora do Instituto Pratt e mais tarde do Queens College, City University of New York, sendo reconhecida pela associação a diversas sociedades científicas.

## Formação e carreira
Seu pai, Alfred Myer Hellman, foi um obstetra e colecionador de livros raros; sua mãe Clarisse (née Bloom) foi mais tarde a primeira membro mulher do conselho de administração do Sydenham Hospital. Frequentou a Horace Mann School, que completou em 1926, e obteve um bacharelado em matemática e astronomia no Vassar College em 1930. Foi então membro do Vassar College no Radcliffe College e completou um mestrado em história da ciência no Radcliffe em 1931. Este foi "um dos antigos graus avançados em história da ciência do país". No Radcliffe, o historiador da ciência de Harvard George Sarton foi um de seus mentores.{Referências múltiplas|ronan}
Tornou-se estudante de doutorado na Universidade Columbia e, interrompendo os estudos devido a seu casamento e criação de duas filhas, completou seu Ph.D. em 1943. Sua tese tratou do Grande Cometa de 1577, com o título The Comet of 1577: Its Place in the History of Astronomy. Nela, credita ao professor da Universidade Columbia Frederick Barry como orientador, e agradece a George Sarton e Lynn Thorndike pelo encorajamento, sugestões e críticas. A tese também foi publicada como livro em 1944 pela Columbia University Press, e reimpressa em 1971 pela AMS Press de Nova Iorque.
Em 1949, Hellman começou um mandato de dez anos no conselho da Sociedade de História da Ciência. Em 1951, foi nomeada para o corpo docente do Pratt Institute, no Departamento de Estudos Sociais, e no início dos anos 1950,  liderou os esforços para fundar a o setor de Nova York da mesma Sociedade.
Em 1959, Hellmann publicou seu segundo livro, uma tradução de uma biografia de Johannes Kepler, originalmente escrita em alemão por Max Caspar. O trabalho foi reimpresso pela Dover Publications em 1993. Além disso, Clarisse também representou os Estados Unidos na União Internacional de História e Filosofia da Ciência no Congresso de História da Ciência que aconteceu na Espanha em 1959, e foi secretária do encontro seguinte, que aconteceu em 1962 na Universidade Cornell. Nos anos finais da décadade 50 (1959-60), seu trabalho de pesquisa foi financiado por um fundo nacional de apoio à ciência em uma bolsa de pós-doutorado. Ainda atuando no Pratt Institute, Clarissou passou a trabalhar na Universidade de Nova York, em 1964. Dois anos mais tarde, foi para a Queens College lecionar no centro de pós-graduação.
Clarisse morreu em março de 1973, após um longo período enferma. Seu companheiro, Morton Pepper (advogado e então presidente da Associação Judaica para Cegos) casou-se novamente e viveu até 1988. Suas filhas, Alice e Carol Pepper casaram-se com dois irmãos acadêmicos, Robert L. and Paul R. Cooper.

## Livros
O livro de Hellman, O Cometa de 1577: Seu Lugar na História da Astronomia, consiste na coletagem e catalogação de relatos do Grande Cometa de 1577 por escritores da época. Também inclui dois capítulos introdutórios baseados no trabalho de Lynn Thorndike e George Sarton, resumindo o que se sabia sobre cometas antes de 1577. Trabalhos anteriores na história da astronomia contavam, em grande parte, a história  de observações astronômicas. Sendo assim, Hellman rompeu com essa tradição ao incluir outros tipos de escritos., incluindo as versões de "oradores, poetas, pessoas do senso-comum e astrólogos".O material do livro sobre as observações astronômicas do cometa é amplamente dividido de acordo com a medição da paralaxe e seu uso na determinação da posição do cometa em relação à lua, com um capítulo sobre astrônomos que acreditavam estar mais perto do que a lua, outro capítulo sobre aqueles que, não encontrando paralaxe observável, determinaram que ela estava mais longe (sendo o principal deles Tycho Brahe), além de um terceiro sobre aqueles que não consideraram a questão.
Embora o próprio Brahe rejeitasse o modelo do sistema solar centrado no Sol proposto por Nicolaus Copérnico, em favor do modelo centrado na Terra, o mais ortodoxo da época,as observações de Brahe lançam sérias dúvidas sobre o modelo centrado na Terra e sobre sua dependência de esferas sólidas, mas transparentes, que sustentam os planetas, porque demonstraram a passagem por aquele espaço sem obstrução. O livro descreve brevemente este fenômeno em sua conclusão, e os historiadores da ciência chegaram a perceber, em grande parte com base no trabalho de Hellman, que essas observações do cometa desempenharam um papel fundamental no sucesso da Revolução Copernicana do início do século 17, na qual o modelo centrado na terra foi suplantado pelo centrado no sol
Essa visão diferenciada do lugar de Brahe e do cometa na história da ciência se reflete nas resenhas do livro. Escrevendo na época de sua primeira publicação, o historiador Pearl Kibre vê o trabalho como um reflexo da continuidade do pensamento medieval, ao invés de representar a ruptura que estava por vir.Outro revisor contemporâneo, o astrônomo Nicholas T. Bobrovnikoff, embora encontre muito o que questionar sobre os detalhes do livro, parece perplexo com a inclusão de não astrônomos e seu foco na paralaxe, ressaltando que acredita que teria sido melhor prestar mais atenção à direção da cauda do cometa e o que isso implicaria a respeito da  composição dos mesmos.. Em contraste, na republicação do livro na década de 1970, o historiador da ciência William H. Donahue credita a Hellman o reconhecimento do papel do cometa na mudança da cosmologia, e chama sua escolha de incluir fontes não astronômicas "admiráveis e poderosas". Ademais, escreve ainda  que, ao se concentrar menos em debates teóricos e mais em catalogar  as obras da época, o livro de Hellman se tornou atemporal, "sempre garantirá um lugar na primeira fila de obras sobre a história da astronomia"Em 1995, Albert van Helden, professor Lynette S.Autrey de História na  Rice University, chamou seu livro de "abordagem padrão ao cometa de 1577"

### Kepler
O historiador alemão Max Caspar passou 50 anos coletando e editando as obras de Johannes Kepler.Kepler, sua biografia de Kepler foi originalmente publicada em alemão no ano de 1948 e  reimpressa nos anos 1950 e 1958 Porém, até a tradução realizada por Hellman, o trabalho não estava disponível em inglês.. Ao escrever na revista Science, William D. Stahlman chama o livro de Caspar de biografia definitiva, e a tradução de Hellman excelente, suave e há muito esperada. Além de traduzir o texto original de Caspar, Hellman também adicionou notas de rodapé com informações históricas e biográficas, em grande parte ausentes do original, além de corrigir alguns erros. Uma parte dos textos escritos em latim por Kepler e citados por Caspar permanecem sem tradução. A edição de Dover de 1993 adicionou uma nova introdução e bibliografia, com contribuição de Owen Gingerich e Alain Segonds. Ao comentar o trabalho, Albert Van Helden descreveu o livro como padrão e incontestável sobre a biografia de Kepler, e a tradução de Hellman como "bela"

## Reconhecimentos
Diversas sociedades científicas a honorificaram elegendo-a como membro de elevado nível. Foi fellow da Royal Astronomical Society em 1960. Foi eleita para a International Academy of the History of Science em 1963, tornando-se membro pleno em in 1969. Foi também fellow da Associação Americana para o Avanço da Ciência.